# 命運 (無字小說)

《命運》中的一頁

《命運》 （德語：Schicksal）是德國藝術家奧圖·努克爾唯一的一部無字小說，此書首度由慕尼黑的海豚出版社於1926年發行。190張沒有文字註解的圖片敘述一位不知名女子的故事。她居住在20世紀初期一座德國城市，生活中遭遇到的不幸和貧困迫使她殺嬰、從事性交易及犯下謀殺。
此書為第一本採用鉛版版畫的無字小說。不同於以前較常見的木刻版畫，它表達出更明顯的角色深度和劇情張力。美國藝術家林德·瓦爾德即受此作的藝術手法啟發，先在1929年創作另一部名為《上帝之人》（Gods' Man）——一本由木刻版畫表現的無字小說。瓦爾德不僅為此獲得成功，也連帶使《命運》1930年在美國的版本銷售良好。此書讓評論家留下深刻的印象，也是最廣為人知的無字小說之一。

## 概要
主角為一名不知其名的女子，她在20世紀早期的德國城市過著貧窮、不幸的生活。她常在與他人的交際互動中淪為受害者——尤其是和男人，像酗酒並會對其施暴的父親和讓她懷有身孕的銷售員。她因為謀殺自己不想要的孩子而入獄，卻在獲釋後成為一名妓女。最後她用斧頭殺死了一名男子，警察在她欲跳窗之際將其射殺。

## 背景
奧圖·努克爾（1888年－1955年）出生於德意志帝國的科隆。他曾在佛萊堡攻讀醫學，但是1910年起改為在慕尼黑研究藝術，為期三年。比起他的繪畫，他為諷刺性周刊Simplicissimus以及為湯瑪斯·曼和E·T·A·霍夫曼的書籍所做的插畫取得更大的成功。
1918年，比利時畫家法朗士·麥綏萊勒創作了第一本無字小說《一個人的受難》，並在隔年推出他篇幅最長且最為成功的作品《Passionate Journey》。這些書籍在德國十分受歡迎，1920年代當地就賣出數十萬冊。麥綏萊勒的木刻藝術從德國流行的表現主義汲取靈感，並且描繪出困厄中人們對抗不公不義的社會主義主題。

## 製作與出版
努克爾的表現手法為在鉛版上刻下圖案而製成的版畫，這是因為他當時發現德國的木材供應出現短缺。如過在雕刻過程中發生失誤，鉛版能夠鎔化後再重新塑形，因此使用起來也比木頭更具有經濟性。《命運》即是第一本運用此技術的無字小說，努克爾為這本書印製了190幅黑白版畫。圖像的大小範圍從23⁄4乘23⁄4英寸（7乘7）到43⁄4乘4英寸（12乘10）不等，不過1926年在德國第一次出版時則是印在197乘172-（7.8乘6.8-英寸）的日本和紙上。

### 版本
- 《Das Schicksal: eine Geschichte in Bildern》（1926年）。慕尼黑：海豚出版社[10]
- 《Destiny: A Novel in Pictures》（1930年）。紐約：Farrar & Rinehart（英语：Farrar & Rinehart）[10]
- 《Schicksal eine Geschichte in Bildern》（1984年）。蘇黎世：Limmat Verlag（德语：Limmat Verlag）[10]
- 《Destin》（2005年）。巴黎：Éditions IMHO（法语：Éditions IMHO）[10]
- 《Destiny: A Novel in Pictures》（2007年）。紐約：Dover Publications（英语：Dover Publications）[10]

## 風格分析
努克爾使用一種特別的工具，這種鑿子能在版上同時刻出多條平行的線條，為版畫賦予背景線條的特殊效果。不僅在尺寸，這些圖案聚焦之處也常有變化，從人物臉部特寫到人群的全貌都有描繪。
與麥綏萊勒的早期作品相較，《命運》將重點放在一名女子身上，而不是一名男子的處境。林德·瓦爾德認為努克爾的作品在角色刻劃和劇情發展具有更深刻的精神意義，藝術技巧也較高超。加拿大藝術家喬治·沃克則相信麥綏萊勒的劇情原創性較高。

## 影響與評論
1929年，美國藝術家瓦爾德在紐約發現此書的副本，受其啟發他當年起開始創作自己的無字小說，頭一本就是《上帝之人》。此書和接下來的《狂人之鼓》使得更多無字小說得以在美國被出版，其中之一便是1930年的《命運》，它在美國有不錯的銷售成績。
學者馬丁·S·柯恩稱《命運》是無字小說中「也許是最令人憐憫……和最值得紀念之作之一」無字小說研究者大衛·貝洛納因它的劇情曲折、社會意識和聚焦於一角等因素，將此書評為「當代圖像小說的先驅」。評論家克里斯提安·加賽爾稱讚這本書的敘事效果，那讓這關於迫害、諷刺和具表現主義意識的故事具有尖銳、難忘的節奏，還提到這書可被理解為對其發源處威瑪共和國的諷喻。

## 註記
1. ↑  法語：
2. ↑  法語：

### 引用書目
- Ward, Lynd; Beronä, David. . . Dover Publications. 2005: iii–vi. ISBN 978-0-486-44500-7 （英语）.
- Beronä, David A. . Abrams Books. 2008. ISBN 978-0-8109-9469-0 （英语）.
- Bi, Jessie. . du9. May 2009  [2017-06-18]. （原始内容存档于2014-03-15） （法语）.
- Cohen, Martin S. . Journal of Modern Literature (Indiana University Press). April 1977, 6 (2): 171–195. JSTOR 3831165 （英语）.
- Gasser, Christian. . Neue Zürcher Zeitung. 2006-01-26  [2017-06-18]. （原始内容存档于2014-10-19） （德语）.
- Sennewald, Adolf. . Otto Harrassowitz Verlag. 1999. ISBN 978-3-447-04228-4 （德语）.
- Smart, Tom. . Devil's Artisan (The Porcupine's Quill). Spring 2011, 68: 10–37  [2017-06-19]. （原始内容存档于2020-11-11） （英语）.
- Spiegelman, Art. . Spiegelman, Art  (编). . 美國圖書館. 2010: 799–821. ISBN 978-1-59853-080-3 （英语）.
- Walker, George (编). . Firefly Books. 2007. ISBN 978-1-55407-270-5 （英语）.
- Willett, Perry. . Donahue, Neil H.  (编). . Camden House Publishing. 2005: 111–134  [2017-06-19]. ISBN 978-1-57113-175-1. （原始内容存档于2020-11-11） （英语）.

## 延伸閱讀
- Lehmann-Haupt, Hellmut.  [圖畫小說來到美國]. 出版者周刊. 1930-02-01: 609–612 （英语）.
- Kronthaler, Helmut. Sackmann, Eckart , 编.  [奧圖·努克爾和沒有文字的圖畫小說]. Deutsche Comicforschung 2010 (Hildesheim). 2009: 65–73. ISBN 978-3-89474-199-0 （德语）.